# MSTRKRFT
MSTRKRFT (lê-se como "Masterkraft") é um grupo de música eletrônica de Ontário, Canadá, lançado pela gravadora Last Gang Records. O grupo foi formado em 2005 por Jesse F. Keeler integrante do Death from Above 1979 e Al-P (Alex Puodziukas), ex-integrante do grupo de electropop Girlsareshot. Al-P também prouziu o debut do Death from Above 1979, You're A Woman, I'm A Machine além de vários compactos do Black Cat #13 (também de Jesse). O MSTRKRFT também produziu o primeiro EP do Die Mannequin, "How to Kill".

## História
Antes de lançar seu primeiro ábum, lançado em 2006, o grupo já tinha feito remixes para bandas como Wolfmother, The Gossip e The Kills. Também participaram do álbum Romance Bloody Romance, uma coletânea de remixes lançada pelo Death From Above 1979. Após lançar o álbum e dois singles de sucesso, a banda trabalha no segundo disco, em que Al-P comentou as novas influências na sonoridade "Pesado, disco underground e muito house com pitadas de rock americano".
Em 2007, a banda cancelou uma apresentação que faria no Skol Beats, o que gerou desapontamento entre os fãs da banda.
A assessoria de imprensa do grupo informou que os músicos tiveram um problema com o voo que os traria de Buenos Aires a São Paulo. O grupo também lotou a tenda do super festival Coachella do mesmo ano.

## Discografia

### Álbuns
- 2006 The Looks
- 2009 Fist Of God
- 2016 Operator

### Singles
- 2006 "Easy Love"
- 2006 "Work On You"
- 2007 "Street Justice"
- 2008 "Bounce/Vuvuvu"
- 2009 "Fist of God"

### Remixes
Músicas que o grupo remixou incluem:
- Panthers - "Thank Me With Your Hands"
- Death from Above 1979 - "Little Girl"
- Death from Above 1979 - "Sexy Results"
- Juliette and the Licks - "Got Love To Kill"
- Annie - "Heartbeat"
- Metric - "Monster Hospital"
- Services - "Elements of Danger"
- The Kills - "No Wow"
- Bloc Party - "Two More Years"
- Buck 65 - "Kennedy Killed The Hat"
- Wolfmother - "Woman"
- Polysics - "Ceolakanth Is Android"
- The Gossip - "Listen Up!"
- Revl9n - "Someone Like You"
- Para One - "Dudun-Dun"
- Brazilian Girls - "Jique"
- Acid Jacks - "Awake Since 78"
- All Saints - "Rock Steady"
- Armand Van Helden - "NYC Beat"
- D.I.M. - "Airbus"
- Justice - "D.A.N.C.E"
- Goose - "Bring It On" (JFK Remix)
- Space Cowboy - "Running Away" (JFK Remix)
- Chromeo - "Tenderoni" (Al-P Remix)
- The Crystal Method - "Keep Hope Alive"
- D.I.M - "Is You" (JFK Remix)
- Kid Sister - "Control" (JFK Remix)
- Bloc Party - "Flux" (JFK Remix)
- Mr Miyagi - "Pick Your Poison" (JFK Remix)
- Kylie Minogue - "Wow"
- Ayumi Hamasaki - "Beautiful Fighters" (Al-P Remix)
- Jesse McCartney - "Leavin'" (JFK Remix)
- Usher - "Love in This Club"
- ThunderHeist - "Jerk It" (Nasty Nav + JFK Remix)
- John Legend + Andre 3000 - "Green Light"
- Yeah Yeah Yeahs - "Zero"
- FACT - "Los Angeles" (MSTRKRFT Al-P Remix)
- Keri Hilson feat. Lil Wayne - "Turnin' Me On"